# Trichocentrum carthagenense
Trichocentrum carthagenense är en orkidéart som först beskrevs av Nikolaus Joseph von Jacquin, och fick sitt nu gällande namn av Mark W. Chase och Norris Hagan Williams. Trichocentrum carthagenense ingår i släktet Trichocentrum och familjen orkidéer. Inga underarter finns listade i Catalogue of Life.

## Bildgalleri

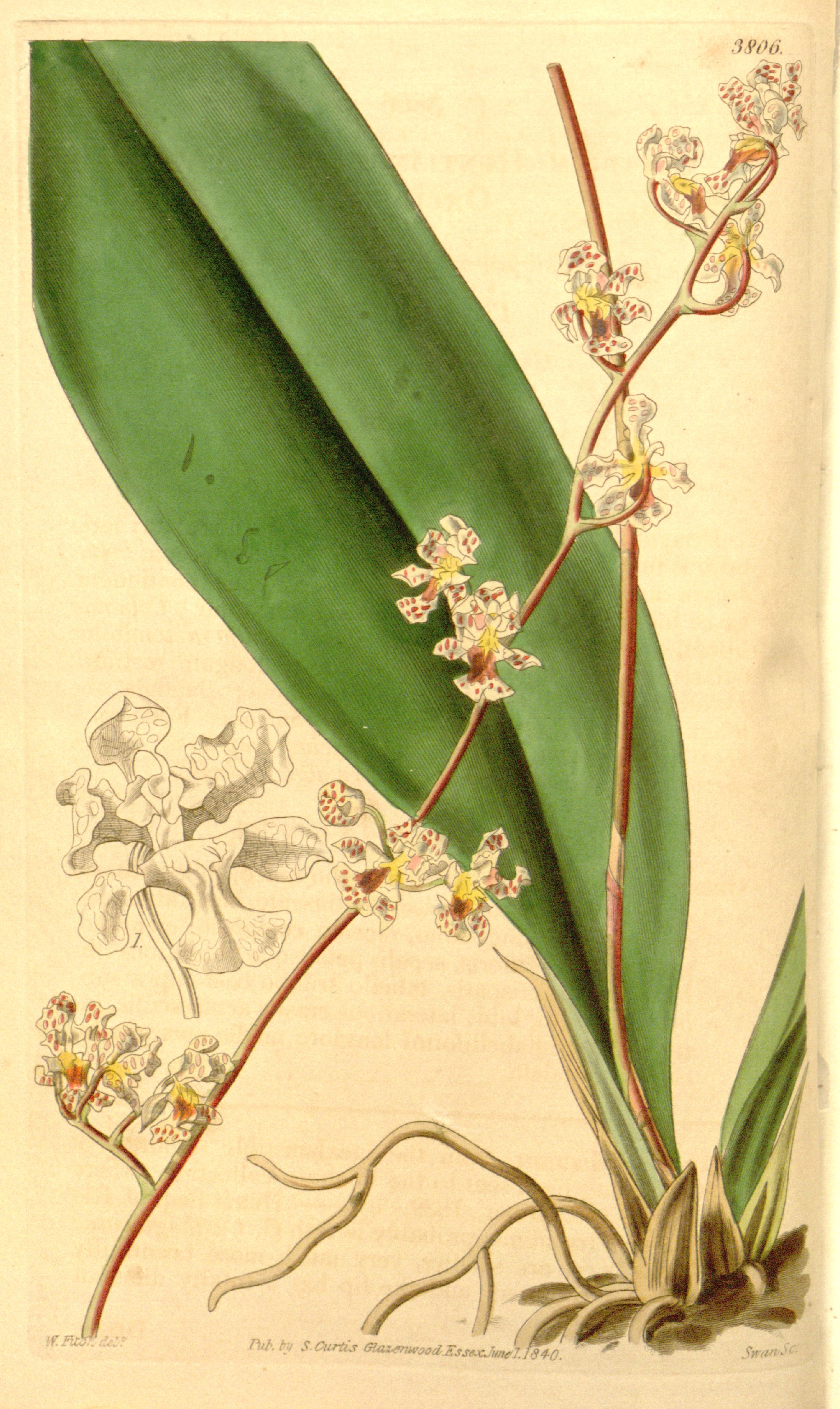
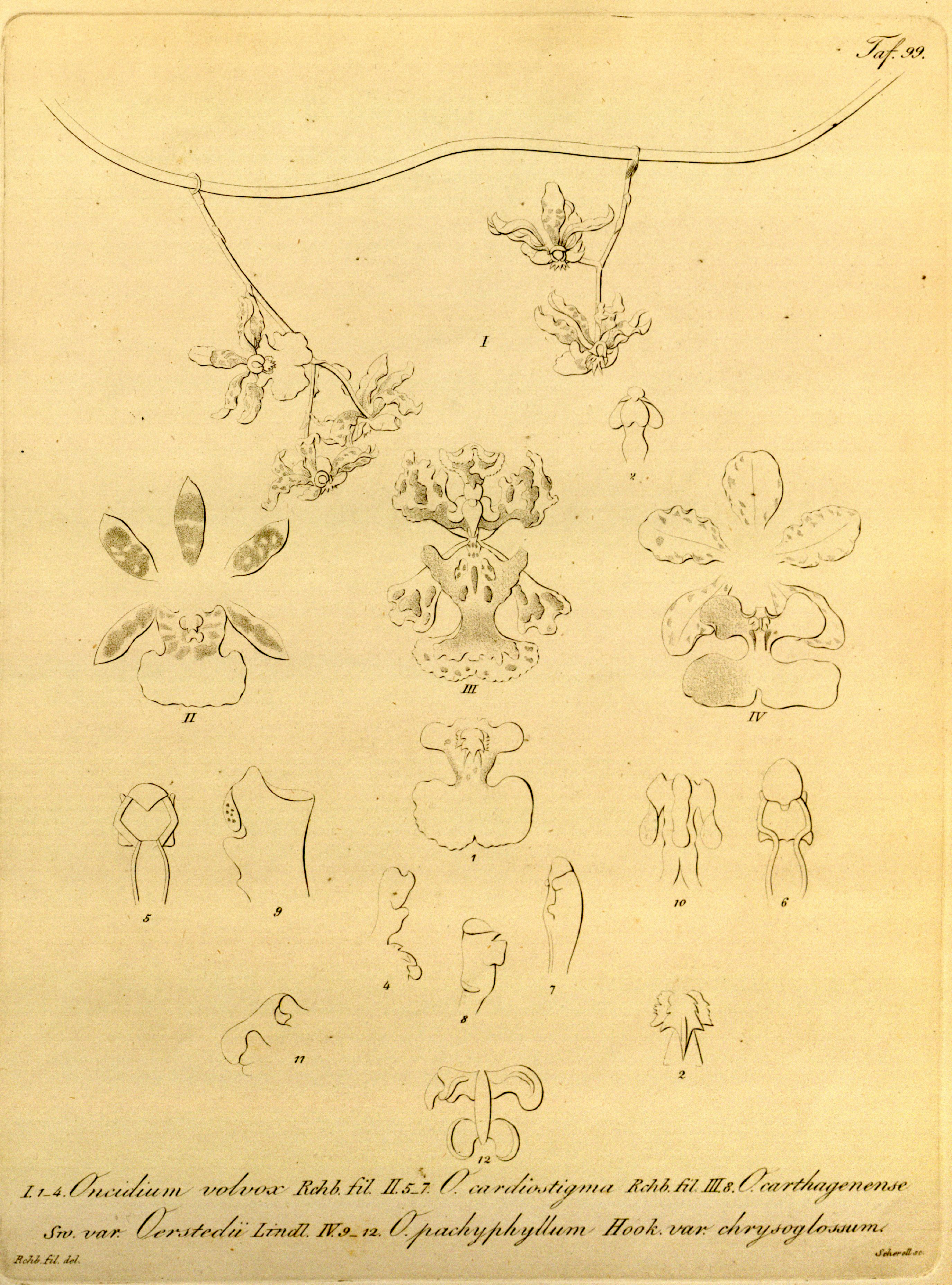